# Stratford St. Mary
Stratford St Mary is een civil parish in het bestuurlijke gebied Babergh, in het Engelse graafschap Suffolk. In 2001 telde het dorp 703 inwoners.